# Hemistola antigone
Hemistola antigone är en fjärilsart som beskrevs av Louis Beethoven Prout 1917. Hemistola antigone ingår i släktet Hemistola och familjen mätare. Inga underarter finns listade i Catalogue of Life.